# أمبوك وبيري
أمبوك وبيري (الاسم العلمي:Ompok weberi) هو نوع من الأسماك يتبع جنس الأمبوك من فصيلة السلوريات.